# Tossal de la Corona

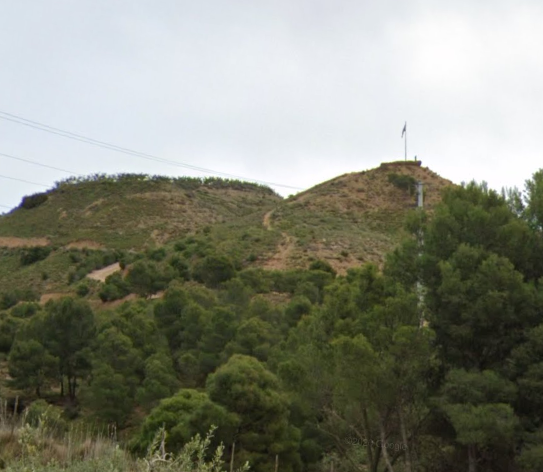

A un petit poble que es troba dins del Segrià es troba un petit turó que tot Alpicatí coneix. És molt fàcil identificar-lo, ja que té una bandera al cim del turó, aquella bandera és l'estelada, és a dir la independentista catalana. Cada any molts ciutadans pugen fins al cim per canviar la bandera i ficar una de nova, això passa cada 10 de setembre i a mesura que la bandera assent de fons es pot escoltar l'himne dels segadors i un cop finalitzat els assistents a l'acte aplaudeixen, aclamen al poble hi ha Catalunya.
No sol és reconegut el tossal per la bandera, ja que en ell es poden fer moltes més coses com fer trialeres amb la bicicleta gràcies a les zones plenes de baixades, pujades, corbes obertes i tancades. Molts aficionats no experts ho aprofiten, pel fet que no és que sigui molt difícil fer-les i tothom amb poca experiència les podria realitzar sense cap perill.
No sol pots fer-les amb bicicleta perquè les pots fer caminant i si tens gos és una experiència molt bonica per a ell, perquè tindrà un espai lliure per córrer sense cap preocupació.
Molt a prop del tossal podem trobar una pista de motocròs on un munt de persones van a fer salts i demostra les seves habilitats d'amunt d'una moto fent que molts cops des del cim puguis veure a motoristes fent salts que per una persona sense cap classe d'experiència possiblement tindran por a fer. No sol van motoristes allà, ja que durant dos anys es va realitzar una activitat com va ser una de guerra de pintura en aquella zona fent que et puguis amagar en els salts on les motos acostumen a saltar.
El poble també acostuma a fer alguna activitat per la zona com és la recollida de residus o quan ve l'arribada del tio, ja que a gran part dels alpicatins els troncs de Nadal s'amaguen per allí fent que els nens i nenes els busquin entre els arbres i matolls fent que els participants i participantes s'ho passin molt bé. També els nois més grans de les estades municipals van allí a fer un joc de nit, a més a més, fan una petita acampada envoltada de naturalesa pura.
Tot alpicatí hi hauria de pujar al menys un cop amb la seva vida, ja que el tossal és un símbol del poble.